# Larry Shields
Larry Shields (New Orleans, 1893. szeptember 13. – Los Angeles, 1953. november 21.) amerikai klarinétos. Lawrence James Shields egyike volt a korai amerikai dixieland jazzklarinétosoknak. Tagja volt az Original Dixieland Jass Bandnek, az első olyan dzsesszegyüttesnek, amely kereskedelmi sikert ért el.

## Pályakép
Shields ír-amerikai családban született New Orleans egy külvárosában, ugyanabban a háztömbben, ahol Buddy Bolden is élt. Shields Testvérei, Harry, Pat (gitár) és Eddie (zongora) mind hivatásszerűen zenéltek. Shields 14 évesen kezdett el klarinétozni. Papa Jack Laine zenekaraiban játszott. Egyike volt a korai New Orleans-i zenészeknek, akik Chicagóba mentek. 1915 nyarán csatlakozott Bert Kelly zenekarához, aztán Tom Brownhoz.
1916 novemberében került az Original Dixieland Jass Bandhez. A következő évben készítették az első fonográf lemezeiket, ezekkel Shield országosan ismert lett. 1921-ben Shields kilépett az ODJB-ből, és különféle zenekarokkal játszott New Yorkban; rövid ideig Paul Whitemannél is. Ezután Los Angelesbe költözött, ahol az 1920-as években saját zenekarát vezette. Néha szerepelt filmekben is.
Az 1930-as években Shields visszatért Chicagóba és az addigra átalakult  ODJB-be. Aztán visszatért New Orleansba, majd Kaliforniába. Los Angelesben halt meg.
Korai, még fonográfon készült felvételei nagy hatással volt a későbbi klarinétosokra, köztük Benny Goodmanre. Larry Shields ihlette Dink Johnson dobost, hogy elkezdjen klarinétozni. Az ODJB klasszikusait, a „Clarinet Marmalade”-t (Henry Ragasszal), valamint az „At the Jazz Band Ball”, a „Strucch Walk” és a „Fidgety Feet”-et Nick LaRocca-val közösen írta.

## Díjak
- 2006-ban a „Darktown Strutters' Ball” című, 1917-es felvételét − az Original Dixieland Jass Banddel − beválasztották a Grammy Hall of Fame-be.